# Darmstadt
Darmstadt  (em alemão: Darmstadt;  ouça a pronúncia), raramente na forma aportuguesada Darmestádio  ou Darmstádio, é uma cidade da Alemanha. 

Como cidade independente (kreisfreie Stadt), Darmstadt possui estatuto de distrito (Kreis). Faz parte da região administrativa  homônima, no estado de Hesse  e está situada ao sul das áreas metropolitanas de Frankfurt e Wiesbaden.
Em 2022, sua população era de 161 767 habitantes.

## Etimologia e uso
O topônimo Darmstadt tem uma origem incerta, envolvendo elementos lendários.                                                                 Segundo a tese mais aceite atualmente, deriva do nome próprio masculino Darmund.                                                                                                             A mais antiga menção conhecida da pópria povoação data do final do século XI e refere-a como Darmundestat, significando ”lugar de Darmund”.                                                                                

O linguista e lexicógrafo brasileiro Antenor Nascentes nomeia a cidade alemã pelo seu nome original Darmstadt e aponta duas possíveis explicações etimológicas vigentes na época: ”deriva do nome do riacho Darm, ou do nome próprio Darmund.

Em textos em português contemporâneo costuma ser usada a forma original Darmstadt. 

## Cidade da Ciência
Na cidade está localizada uma das universidades mais importantes da Alemanha, a Universidade Técnica de Darmstadt, renomada especialmente pelos seus departamentos de engenharia. Também presentes na cidade estão centros de pesquisa como a Sociedade Fraunhofer, a Gesellschaft für Schwerionenforschung (GSI - "Sociedade de Pesquisa de Íons Pesados") e o Centro Europeu de Operações Espaciais (ESOC) da Agência Espacial Europeia. Darmstadt também é um polo importante da indústria farmacêutica e química, com as sedes das empresas Merck e Röhm. Durante a Segunda Guerra Mundial, 20 mil civis da cidade foram mortos devido um pesado bombardeio aéreo que ocorreu de 11 a 12  de setembro de 1944
Darmstadt foi oficialmente batizada de Wissenschaftsstadt (Cidade da Ciência) no ano de 1997.
Em 2003, o elemento químico de número atômico 110, sintetizado no acelerador de partículas da GSI, recebeu o nome de darmstádtio, em homenagem à cidade, tornando-a uma das localidades do mundo com o nome dado a um elemento químico, como Ytterby na Suécia, Dubna na Rússia e Berkeley, Califórnia. Outros elementos sintéticos também descobertos pela GSI em Darmstadt foram hássio (em homenagem ao estado de Hessen), meitnério, roentgênio e copernício.